# Amanvillers
Amanvillers [amɑ̃vile] (deutsch Amanweiler, 1940–44 Almansweiler) ist eine französische Gemeinde mit 2154 Einwohnern (Stand 1. Januar 2022) im Département Moselle in der Region Grand Est (bis 2015 Lothringen).

## Geographie
Die Gemeinde liegt in Lothringen, zwölf Kilometer nordwestlich von Metz. Nördlich des Dorfes verläuft die Autoroute A4 Paris – Straßburg, die über den sechs Kilometer entfernten Anschluss bei Sainte-Marie-aux-Chênes erreicht werden kann. Der Bahnhof Amanvillers lag an der Bahnstrecke Conflans-Jarny–Metz.

## Geschichte
Der Ort gehörte früher zum Bistum Metz und war eine Eigentumsortschaft des Klosters St. Vicent in Metz; er wurde 1177 erstmals als Almanviller erwähnt und um 1300 zerstört und aufgegeben. Ab 1448 wurde er wieder von den Mönchen aufgebaut und neu besiedelt.  
Während der Schlacht bei Gravelotte vom 18. August 1870 im Deutsch-Französischen Krieg (1870–1871) befand sich hier der Stützpunkt des 4. französischen Korps (L'Admirault). Die Schlacht wird deshalb von den Franzosen auch nach Amanvillers benannt. Nach dem Frieden von Frankfurt vom 10. Mai 1871 kam die Region an Deutschland zurück und wurde dem Bezirk Lothringen im Reichsland Elsaß-Lothringen zugeordnet. In der Folgezeit entstanden in und um Amanweiler einige Denkmäler, die an die Ereignisse von 1870 erinnern.
1873 nahm die Bahnstrecke Conflans-Jarny–Metz ihren Betrieb auf. Der Bahnhof Amanweiler war der deutsche Grenzbahnhof dieser Strecke: Westlich des Ortes verlief damals die deutsch-französische Grenze. Der gegenüber liegende französische Grenzbahnhof war Batilly. Der Personenverkehr auf der Strecke wurde 1973 aufgegeben.
Nach dem Ersten Weltkrieg bestimmte der Versailler Vertrag 1919 die Abtretung der Region an Frankreich.  Während des Zweiten Weltkriegs wurde die Region von der deutschen Wehrmacht besetzt. Im  Herbst 1944 wurde Amanweiler von westalliierten Streitkräften eingenommen und dabei zu über 85 % zerstört.

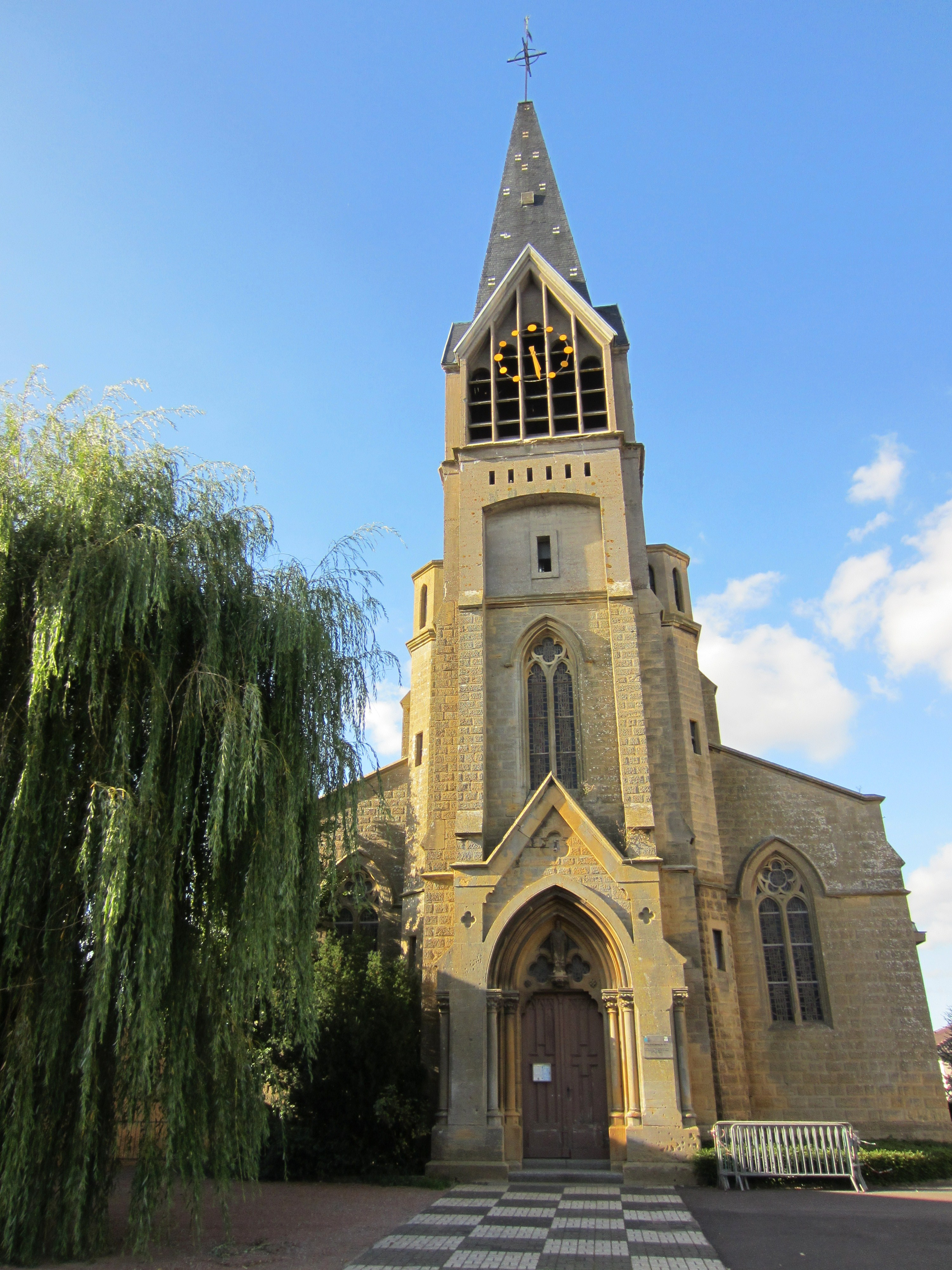
Kirche Saint-Clément

### Demographie
| Jahr | Einwohner | Anmerkungen |
| ---- | --------- | --- |
| 1866 | 322       | [ 5 ] |
| 1871 | 293       | auf einer Fläche von 800 ha, in 75 Häusern; nach anderen Angaben 300 Einwohner                                                     |
| 1880 | 523       | auf einer Fläche von 971 ha mit 88 Häusern, davon 482 Katholiken, 40 Evangelische und eine Person jüdischer Religionszugehörigkeit |
| 1885 | 552       | [ 9 ] [ 10 ] |
| 1890 | 535       | in 91 Häusern mit 117 Haushaltungen, davon 493 Katholiken und 42 Evangelische                                                      |
| 1900 | 595       | [ 2 ] |
| 1910 | 663       | am 1. Dezember |

| Jahr      | 1962 | 1968 | 1975 | 1982 | 1990 | 1999 | 2007 | 2019 |
| Einwohner | 841  | 1043 | 1235 | 1456 | 1784 | 1934 | 2143 | 2098 |